# ميدالية مصر (1801)

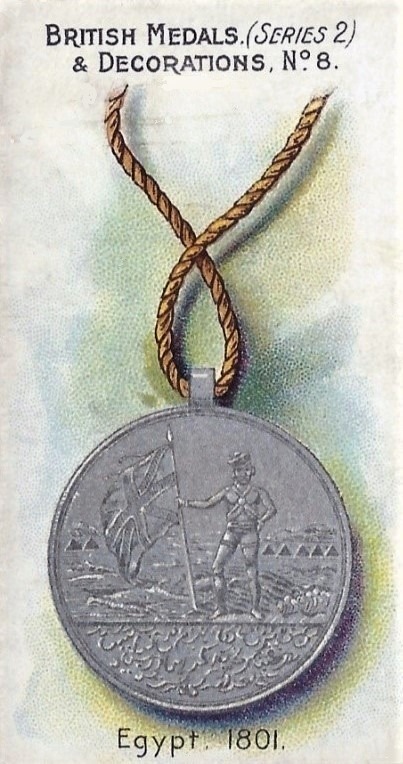

ميدالية مصر (بالإنجليزية: Egypt Medal)‏ هي ميدالية حملة منحها حاكم عموم الهند البريطاني لأفراد الحملة الإنجليزية التي خرجت من الهند للمشاركة في طرد الحملة الفرنسية من مصر، وهم جنود الميجور جنرال سير ديفيد بيرد، الذين تألفوا من جنود تابعين لشركة الهند الشرقية والجيش البريطاني أبحروا من بومباي قاصدين مصر في مارس 1801، وشاركوا في حصار القاهرة في يونيو من العام ذاته، ثم في حصار الإسكندرية في أغسطس وسبتمبر، قبل أن يعودوا إلى الهند في مطلع سنة 1802.